# Dendrolagus lumholtzi
Espèce
Répartition géographique
Statut de conservation UICN

 NT  : Quasi menacé
Statut CITES
Le dendrolague de Lumholtz (Dendrolagus lumholtzi ; en anglais : the Lumholtz's Tree-kangaroo) est un kangourou arboricole trouvé dans le Queensland, en Australie.
Il doit son nom à l'explorateur norvégien Carl Sofus Lumholtz (1851-1922).

## Description
Avec une longueur tête-corps comprise entre 48 et 65 cm, une longue queue de 60 à 74 cm non préhensile et un poids moyen de 7,2 kg (3.7 à 10 kg) pour les mâles et de 5,9 kg (5.2 à 7 kg) pour les femelles, c'est le plus petit des kangourous arboricoles.
Il a des membres puissants, avec de fortes griffes aux pattes avant, une fourrure grise et courte. Son museau, ses pieds et l'extrémité de la queue sont noirs.

## Répartition et habitat
Il vit dans les forêts tropicales humides de la région du plateau d'Atherton, à plus de 300 m d'altitude, au nord du Queensland.

## Alimentation
Il se nourrit de feuilles et de fruits.

## Mode de vie
C'est un animal solitaire, nocturne qui passe 99 % de son temps au sommet des arbres, dans la canopée. Il peut faire des bonds de 3 à 6 m entre deux branches en utilisant sa queue comme gouvernail. En cas de danger, il peut se laisser tomber d'une hauteur de 15 à 18 m sur le sol sans se blesser.

## Reproduction
Il ne semble pas y avoir de saison des amours particulières. Il n'y a qu'un petit par portée.